# Generalbevollmächtigter für den Arbeitseinsatz

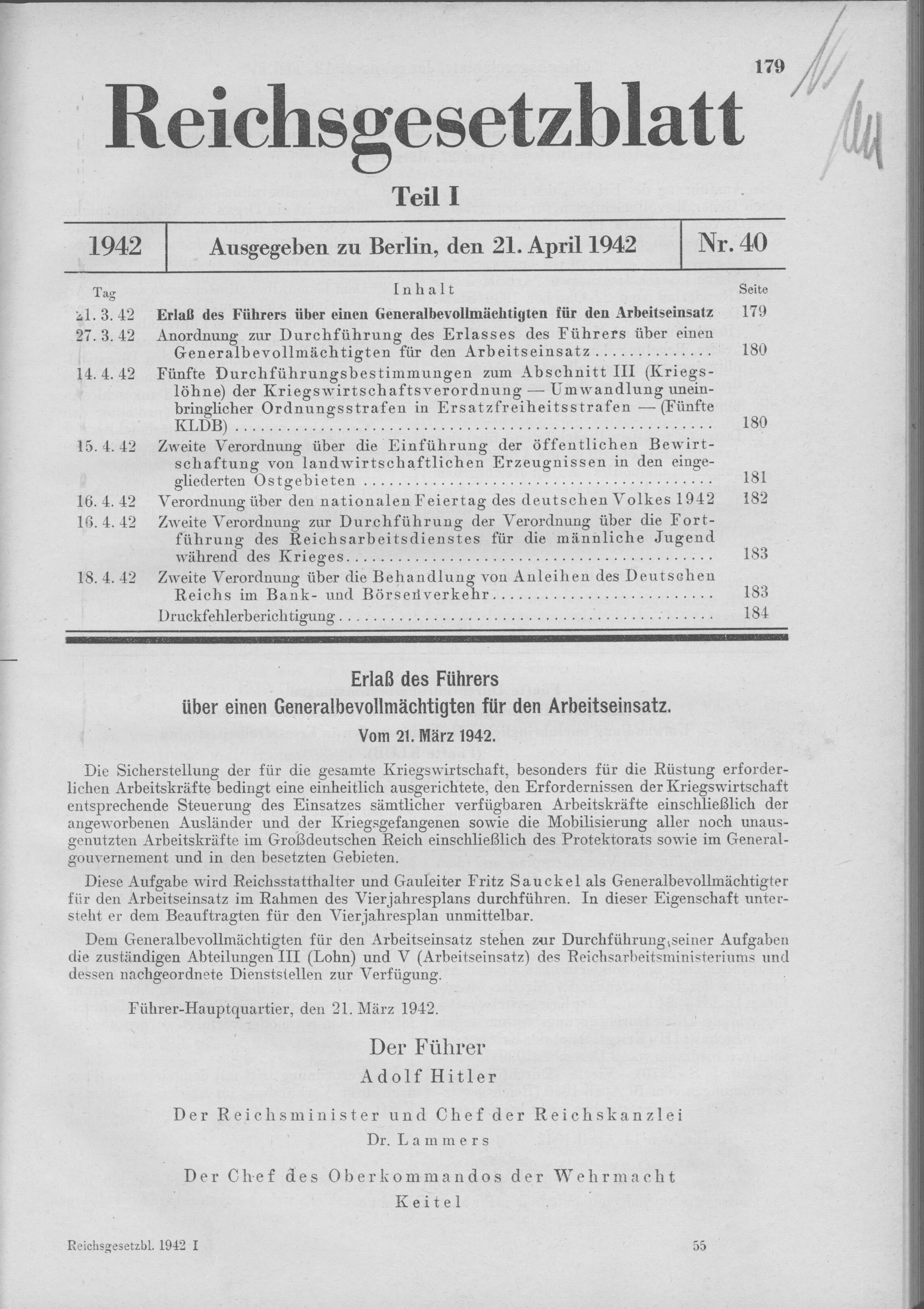
Erlass des Führers über einen Generalbevollmächtigten für den Arbeitseinsatz vom 21. März 1942

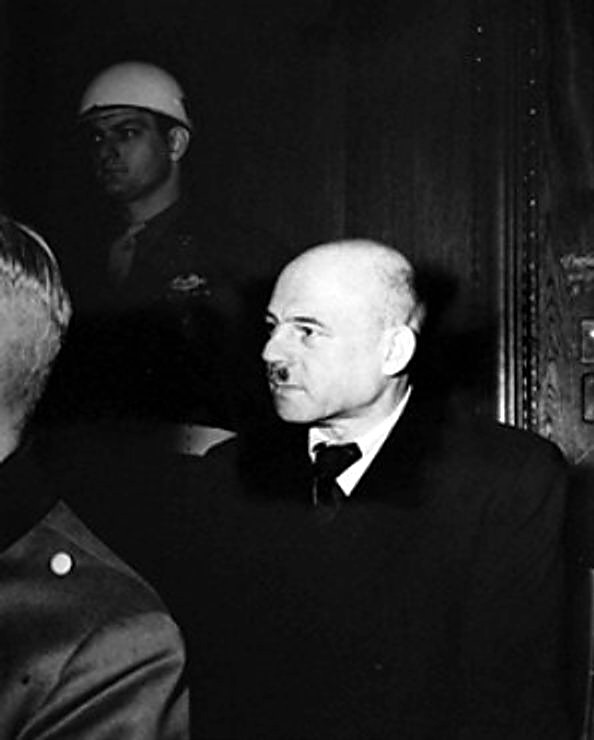
Fritz Sauckel als Angeklagter beim Nürnberger Prozess

Generalbevollmächtigter für den Arbeitseinsatz war eine Funktionsbezeichnung, unter der der thüringische Gauleiter Fritz Sauckel ab dem 21. März 1942 insbesondere für den Einsatz der sogenannten Fremd- und Ostarbeiter im Deutschen Reich sowie in den von der deutschen Wehrmacht im Zweiten Weltkrieg besetzten Gebieten zuständig war.

## Stellung in der NS-Bürokratie
Der Reichsminister für Bewaffnung und Munition Fritz Todt hatte bereits 1940 Paul Budin zum Sonderbeauftragten für die Heranschaffung sowjetischer Kriegsgefangener und Zivilisten als Zwangsarbeiter in der deutschen Rüstungsindustrie ernannt. Als das Oberkommando der Wehrmacht Ende 1941 einen stärkeren Arbeitseinsatz von Russen forderte, um deutsche Fabrikarbeiter entbehrlich und damit für den Kriegsdienst verfügbar zu machen erhielt in der Behörde Hermann Görings für den Vierjahresplan eine „Geschäftsgruppe Arbeitseinsatz“ Befugnisse für den „Russeneinsatz“ unter dem Ministerialdirektor aus dem Reichsarbeitsministerium Werner Mansfeld. Dieser erhielt die Bezeichnung "Reichskommissar für den Arbeitseinsatz. Seine Befugnisse waren begrenzt und er konnte auch wegen des ungünstigen Kriegsverlaufs keine kurzfristigen Erfolge vermelden, sondern nur eine Verschärfung des Zwangsarbeitsregimes einleiten. Der Tod von Todt und die Machtanhäufung durch seinen Nachfolger Albert Speer führte beschleunigt zu Entscheidungen in der Arbeitsmarktpolitik. Adolf Hitler ernannte im März 1942 den Gauleiter und Reichsstatthalter Fritz Sauckel mit weitreichenden Vollmachten zum Generalbevollmächtigten für den Arbeitseinsatz. Die Zuständigkeit des Arbeitsministers Franz Seldte wurden dadurch weitgehend eingeschränkt. Den Bedarf an Arbeitskräften legte die Zentrale Planung unter der Leitung von Hans Kehrl fest.
Der Generalbevollmächtigte für den Arbeitseinsatz unterstand dem Beauftragten für den Vierjahresplan Hermann Göring, später auch dem Beauftragten für den totalen Kriegseinsatz Joseph Goebbels. Mit Adolf Hitler pflegte Sauckel engen persönlichen Kontakt.

## Bedeutung für die Kriegswirtschaft
Im Reichsgebiet stützte Sauckel sich auf den zentralen und regionalen Behördenapparat des Reichsarbeitsministeriums, ab 6. April 1942 auch auf die Gauleiter, die er zu Bevollmächtigten für den Arbeitseinsatz in den Gauen ernannte. Sauckels persönlicher Referent war Walter Stothfang.
Am 27. Juli 1943 wurden die Grenzen der bisherigen Landesarbeitsämter an die NS-Gaue angepasst. Sauckel erhielt als Treuhänder der Arbeit auch die Zuständigkeit für die Tarifpolitik. Die Erfolge des Generalbevollmächtigten bei der Mobilisierung deutscher Arbeitskräfte durch Stilllegungsaktionen im Handel, die Umschichtung von Arbeitskräften und Dienstverpflichtungen blieben zunächst noch begrenzt. Im Januar 1943 wurden alle deutschen Männer vom 16. bis zum 65. Lebensjahr und alle deutschen Frauen vom 17. bis zum 45. Lebensjahr für „Aufgaben der Reichsverteidigung“ erfasst. Zwar stieg die Zahl der Industriebeschäftigten im ersten Jahr um 1,05 Millionen auf 11 Millionen, doch kam das Ergebnis vor allem auf Grund des Einsatzes ausländischer Zwangsarbeiter zustande.
Zur Rekrutierung zog der Generalbevollmächtigte in den besetzten Gebieten Angehörige der Arbeitsämter zu mobilen Einsatzkommandos zusammen, die im Generalgouvernement und in der UdSSR mit Hilfe des Reichsministeriums für die besetzten Ostgebiete, des Generalbevollmächtigten für die Rüstungswirtschaft Albert Speer sowie des Reichsführer SS Heinrich Himmler ca. 5 Millionen Menschen zur Arbeit nach Deutschland deportierten. Insgesamt waren ca. 12 Mio. Menschen durch das Amt erfasst. Auch in den westlichen Besatzungsgebieten wurde eine Dienstverpflichtung eingeführt. Ende 1944 arbeiteten im Deutschen Reich rund 7,6 Mio. Fremdarbeiter: 2,8 Mio. Sowjetrussen, 1,7 Mio. Polen, 1,3 Mio. Franzosen, 590.000 Italiener, 280.000 Tschechen, 270.000 Niederländer und 250.000 Belgier. In der Landwirtschaft waren fast die Hälfte aller Arbeitskräfte Ausländer, in der Rüstungsindustrie etwa ein Drittel. Knapp zwei Mio. waren Kriegsgefangene, die anderen Zivilarbeiter. Die „Ostarbeiter“ wurden wesentlich schlechter behandelt und ernährt als die „Westarbeiter“. Weitere Zwangsarbeiter waren KZ-Häftlinge, die der „Vernichtung durch Arbeit“ zugeführt werden sollten.